# Ambroise Wonkam
Ambroise Wonkam, né au Cameroun, est un universitaire et professeur de génétique médicale camerounais exerçant en Afrique du Sud.

## Biographie

### Enfance, éducation et débuts
Ambroise Wonkam est né au Cameroun. Il suit des études universitaires à la faculté de médecine et des sciences biomédicales de l’université de Yaoundé I.
Il obtient un doctorat de l’Université de Genève en Suisse en biologie cellulaire au Département de Morphologie  sous le thème « Fardeau de la drépanocytose et diagnostic génétique prénatal au Cameroun ».

### Carrière

#### Enseignant de génétique médicale en Afrique du Sud
Ambroise Wonkam pratique la génétique médicale dans plusieurs pays d’Afrique et d’Europe. Il est professeur associé et spécialiste principal à la Division de génétique humaine de la faculté des sciences de la santé de l’Université du Cap. Il dirige la Société africaine de génétique humaine.

#### Séquençage de l'ADN de millions d'Africains.
Ambroise Wonkam travaille sur un projet de séquençage de l’ADN de trois millions d’Africains, en dix ans. Ce projet de plusieurs milliards de dollars est financé principalement par les États d'Afrique,.

## Distinctions
- Prix Denber-pinard 2003 de la meilleure thèse de Faculté de médecine de l’université de Genève.

## Publications
- Peter Beighton, Karen Fieggen, Ambroise Wonkam et Raj Ramesar, « UCT's contribution to medical genetics in Africa - from the past into the future », South African Medical Journal = Suid-Afrikaanse Tydskrif Vir Geneeskunde, vol. 102, no 6,‎ 2 mars 2012, p. 446–448 (ISSN 0256-9574, PMID 22668932, DOI 10.7196/samj.5621, lire en ligne, consulté le 14 novembre 2022).
- (en) Ambroise Wonkam, « Capacity-Building in Human Genetics for Developing Countries: Initiatives and Perspectives in Sub-Saharan Africa », journal,‎ décembre 2010 (lire en ligne  [PDF]).